# Héctor Mora
Héctor Mora Pedraza (Bogotá, 11 de abril de 1940-Bogotá, 26 de julio de 2017) fue un periodista, aventurero, presentador y abogado colombiano. Dirigió y produjo los programas de televisión Cámara Viajera, Pasaporte Al Mundo, El Mundo Al Vuelo y Así es el Mundo.

## Biografía
Héctor Mora nació en la ciudad de Bogotá, desde su niñez se radicó en Acevedo, Huila.  Estudió bachillerato en el Colegio Salesiano de León XIII y estudió derecho en la Universidad Libre siendo condiscípulo de Orlando Guzmán, Félix Trujillo, Soledad Uribe y Enrique Cuéllar Lara.
Héctor fue productor y director de 1.240 documentales periodísticos para televisión realizados en más de 117 países y que emitían semanalmente en la televisión Colombiana durante más de 23 años seguidos. En su haber tiene más de 7.000 horas en vuelos internacionales. Dirigió y produjo los programas "Cámara Viajera", “Pasaporte Al Mundo”, “El Mundo Al Vuelo” y “Así es el Mundo”, que durante décadas cautivó a los hogares colombianos con sus destinos, reportajes, vivencias y experiencias alrededor del mundo. 
Fue catedrático universitario, columnista de importantes diarios nacionales y autor de varios libros como: “Haciendo Maletas” (Planeta Editores), “A dónde Ir” (Planeta Editores) y “Guía de China”. 
Recibió múltiples reconocimientos tales como el Premio Nacional de Periodismo Simón Bolívar durante los años 1978, 1980, 1982, 1988 y 1991. Obtuvo el premio El Tiempo a mejor especial de Televisión y al mejor periodista de relatos de viajes. Recibió el Premio https://elcolombianoejemplar.com/ en el 2014, Premios de Periodismo del Círculo de Periodistas de Bogotá (CPB) y Antena, entre muchos otros.
Mora, era considerado por sus amigos como una persona brillante, además de poseer una memoria prodigiosa y exquisito sentido del humor. En uno de sus diálogos con el grupo de tertulia ‘El Botalón’, deleitó a los presentes relatando recorridos fascinantes por atractivos turísticos del planeta, datos históricos , gastronomía y costumbres de diferentes lugares del mundo. Narró su privilegiada experiencia al entrevistar a la MadreTeresa de Calcuta, al expresidente norteamericano Jimmy Carter y a la niñera del Papa Juan Pablo II.
Héctor Mora, en su visita al Tíbet entrevistó al Panchen Lama y se convertiría en el primer periodista colombiano al que se le permitió realizar un registro televisivo dentro de muchos de los Monasterios de esa región del mundo.
También recorrió la polinesia Francesa, Australia, Nueva Zelanda, Europa, Asia, África, Alaska, SIberia, Tíbet y Hawái, registrando ciudades icónicas del turismo mundial como Berlín, París, Roma, Madrid, Austria, Bruselas, Londres, Moscú, Beijing, Praga, San Petersburgo, Nairobi Marrakech entre cientos más. En general sus narrativas fueron descritas en forma magistral, llenas de colorido, historia y referentes emblemáticos de cada ciudad. El Lido, el Moulin Rouge en París, el mercado turco en Estambul, con el Estrecho del Bósforo y el puente Galat , los cuales son descritos admirablemente en sus múltiples participaciones en varios periódicos, revistas y textos que reposan en anaqueles de bibliotecas en centros de formación relacionados ver con el turismo.
En sus últimos años dirigió el programa ‘Turismo Capital’, programa del Instituto Distrital de Turismo de Bogotá y Canal Capital, el cual se emitió en 2007 hasta 2012. Durante su rol como periodista colaboró con Yamid Amat, Margoth Ricci, Jorge Enrique Pulido y Óscar Restrepo. Como columnista, en los diarios El Espacio y El Espectador y comentarista radial con Caracol Radio.
Falleció en Bogotá el 26 de julio de 2017 a los 77 años tras sufrir complicaciones pancreáticas.